# عداد الضغط

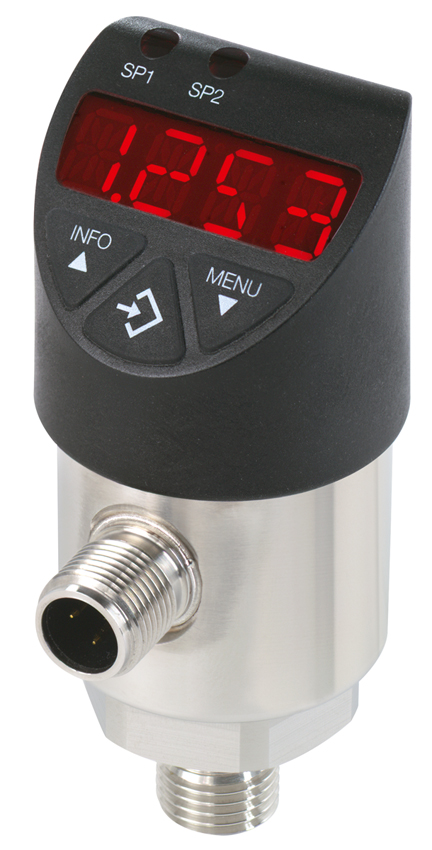
عداد ضغط إلكتروني

عداد الضغط (بالإنجليزية: Pressure switch)‏ هو الجهاز الذي يكشف قيمة الضغط للسوائل. وهو شكل من أشكال المفاتيح الكهربائية الذي يقوم بفتح أو إغلاق الدائرة الكهربائية عندما يصل ضغط السائل إلى قيمة محددة عند مدخل المفتاح . قد يكون المفتاح مصممًا لإجراء التلامس الكهربائي إما عند ارتفاع الضغط أو عند انخفاض الضغط. تُستخدم مفاتيح الضغط على نطاق واسع في الصناعة للإشراف التلقائي والتحكم في الأنظمة التي تستخدم السوائل المضغوطة. هناك نوع آخر من مفاتيح الضغط يعمل عن طريق تحسس القوة الميكانيكية .